# La Madeleine, Nord
La Madeleine là một xã ở tỉnh Nord ở miền bắc nước Pháp. Xã này có diện tích 2,84 km², dân số năm 1999 là 22.399 người. Xã nằm ở khu vực có độ cao trung bình 40 mét trên mực nước biển. 
Đây là ngoại ô thành phố Lille, thành phố nằm về phía bắc.